# Корбут, Евгений Владимирович
Евгений Владимирович Корбут (17 октября 1917 — 22 августа 1991) — советский и российский теннисист, тренер по теннису. Мастер спорта СССР, заслуженный тренер РСФСР.

## Биография
Родился в 1917 году. Начал играть в теннис в возрасте семнадцати лет.
Выступал за ДСО «Динамо» (Москва). Финалист чемпионатов СССР (1952 — в одиночном разряде; 1939, 1944, 1947, 1949-50, 1954 — в парном разряде). Обладатель Кубка СССР в составе «Динамо» (1946) и в составе сборной Москвы (1947).
Чемпион Эстонской ССР (1947) в парном разряде и миксте, финалист чемпионата Эстонии (1947) в одиночном разряде.
Чемпион Москвы (1942 — лето, 1950 — зима — в одиночном разряде; 1940, 1947—1948 — лето — в парном разряде; 1942, 1944 — лето, 1951 — зима — в смешанном разряде), финалист летних чемпионатов Москвы (1945—1947, 1949 — в одиночном разряде; 1942—1944 — в парном разряде; 1943, 1946 — в смешанном разряде).
Победитель Всесоюзных зимних соревнований (1948) в парном разряде. Чемпион ЦС «Динамо» (1945) в парном разряде и финалист чемпионата ЦС «Динамо» (1945) в одиночном разряде. Победитель первенств московского стадиона «Юных пионеров» (1935) и московских высших учебных заведений (1937).
В 1943—1953 гг входил в десятку сильнейших теннисистов СССР (лучшее место — второе). В 1945 году сдал норматив на звание мастераж спорта СССР.
Заслуженный тренер РСФСР (1963).
После окончания выступлений перешёл на тренерскую работу. Был старшим тренером ЦСКА (Москва) в 1953—1978. Был тренером В. Егорова, В. Короткова, О. Морозову, К. Пугаева и других выдающихся теннисистов.
Член президиума Федерации тенниса СССР в 1959—1991, первый представитель Федерации тенниса СССР в ITF в 1956—1970 и в Руководящем комитете Международной федерации тенниса (ITF) в 1970—1976.
Был главным инициатором строительства Дворца тенниса ЦСКА.
Награждён медалью ITF «За заслуги в теннисе» (1987).
Был в дружеских отношениях со многими советскими дипломатами. С его подачи теннисом увлёкся министр обороны СССР Андрей Гречко.
Умер 22 августа 1991 года. Похоронен на Ваганьковском кладбище в Москве.
В 2011 году его имя было введено в Российский Зал Теннисной Славы «в номинации пионеры отечественного тенниса».
Жена — Ирина Корбут, тренер по теннису, проживает в Португалии. Дочь, Елена Корбут, проживает в США.

### Публикации
- «Молодежи о теннисе» (1957, 1961)
- «Настольный теннис и бадминтон» (1966)
- «Тактика тенниса» (1966)
- «Теннис: 10 уроков техники и тактики» (1969)
- «Теннис: техника и тактика чемпионов» (1985)[1].